# Euploea lowii
Euploea lowii är en fjärilsart som beskrevs av Butler 1878. Euploea lowii ingår i släktet Euploea och familjen praktfjärilar. Inga underarter finns listade i Catalogue of Life.